# Mike Godwin
Mike Godwin, właśc. Michael Wayne Godwin (ur. 26 października 1956) – amerykański adwokat i pisarz. Był prawnikiem Electronic Frontier Foundation, a od lipca 2007 także prawnikiem Wikimedia Foundation. Znany jest jako twórca prawa Godwina.

## Życiorys

### Wykształcenie
Ukończył Lamar High School w Houston. W 1980 na Uniwersytecie Teksańskim uzyskał stopień bakałarza nauk humanistycznych. Następnie studiował na Wydziale Prawa tego uniwersytetu, otrzymując stopień doktora prawa w 1990. W latach 1988–1989 był edytorem gazety studenckiej „The Daily Texan”.
W czasie studiów pomógł producentowi gier komputerowych, Steve’owi Jacksonowi nagłośnić sprawę nieuzasadnionego nękania jego firmy przez United States Secret Service. Historia ta została opisana w książce Bruce’a Sterlinga The Hacker Crackdown: Law and Disorder on the Electronic Frontier, wydanej w 1992.

### Kariera zawodowa
Udział Mike’a Godwina w aferze Jacksona spowodował, że został zatrudniony w 1990 przez Electronic Frontier Foundation (EFF) jako główny prawnik. W ramach pełnionej funkcji reprezentował w sądzie Steve’a Jacksona i w 1993 doprowadził do wygrania precedensowej sprawy przeciw Secret Service.
Jako prawnik EFF Godwin uczestniczył w procesie wytoczonym rządowi Stanów Zjednoczonych w sprawie Communications Decency Act. Sąd Najwyższy Stanów Zjednoczonych zdecydował w 1997, że akt ten jest niezgodny z I poprawką do Konstytucji tego kraju. Godwin, jako prawnik EFF, uczestniczył jeszcze w kilku podobnych procesach dotyczących niezgodności aktów państwowych z I poprawką do Konstytucji.
Po opuszczeniu EFF Godwin pracował jako obrońca dla Center for Democracy and Technology, starszy korespondent w „IP Worldwide”, publikowanym przez American Lawyer Media oraz jako dziennikarz w czasopiśmie „The American Lawyer”. Jest edytorem i dziennikarzem czasopisma „Reason”. W czasopiśmie tym publikował m.in. wywiady z pisarzami science-fiction Bruce’em Sterlingiem, Nealem Stephensonem i Vernorem Vinge’em.
W latach 2003–2005 Godwin był obrońcą i dyrektorem działu prawnego Public Knowledge – organizacji, której działalność skupiona jest na problemach z prawem autorskim. Instytucja ta wydawała m.in. opinie na temat zmian w prawie autorskim i planach wprowadzenia do tego prawa digital rights management (DRM). W ramach pracy dla Public Knowledge Godwinowi udało się pokonać Federal Communications Commission w sporze o legalność wprowadzenia DRM do publicznych przekazów telewizyjnych.
W latach 2005–2007 Godwin był pracownikiem naukowym Uniwersytetu Yale, gdzie należał do zespołu Yale Information Society Project oraz projektu PORTIA.
Mike Godwin został zatrudniony jako główny prawnik Wikimedia Foundation w lipcu 2007, gdzie pracował do października 2010 roku.

## Inne
Postać Michaela Godwina w książce Maszyna różnicowa Bruce’a Sterlinga i Williama Gibsona została nazwana tak przez autorów na cześć rzeczywistego Mike’a Godwina jako forma podziękowania za jego pomoc przy zestawieniu bezpiecznego łącza między komputerami obu autorów, dzięki któremu mogli oni wspólnie pracować nad tą książką.